# うるわしの英国シリーズ
うるわしの英国シリーズ（うるわしのえいこくシリーズ）は、波津彬子による日本の漫画のシリーズ。
いずれの作品もイギリスを舞台としており、19世紀の英国社交界の優雅な生活や恋の駆け引きを描いた「コーネリアス・エヴァディーン」シリーズ、心霊現象を研究する「アシュリー教授」シリーズ、〈もうひとつの世界〉との繋がりを描いた幻想譚「空中楼閣の住人」シリーズのほか、遺産相続や怪奇現象を主題としたシリーズ外の作品が数編がある。

## コーネリアス・エヴァディーンシリーズ
1. 黄昏の雫（『プチフラワー』2001年9月号）
2. クレア嬢のお相手（『プチフラワー』2001年11月号）
3. 中国（チャイナ）の鳥（『月刊フラワーズ』2002年8月号）
4. 月の出をまって（『月刊フラワーズ』2002年12月号）
5. ヴィルヘルム・某日 その1（『月刊フラワーズ』2002年12月号）
6. 未亡人（ダウィジャー）のお気に入り（『月刊フラワーズ』2003年3月号）
7. 楽園の扉（『月刊フラワーズ』2003年6月号）
8. ヴィルヘルム・某日 その2（『月刊フラワーズ』2003年11月号）
9. ヴィルヘルム・某日 秘密の温室（『月刊フラワーズ』2005年2月号別冊ふろく）
10. 秘密のヴィルヘルム（『月刊フラワーズ』2005年5月号）
11. 花々のゆううつ（『月刊フラワーズ』2005年10月号）
12. ヴィルヘルム・某日 招かれざる客（『月刊フラワーズ』2005年10月号別冊ふろく）
13. ヴィルヘルム・某日 空想科学猫（キャット）（『月刊フラワーズ』2006年5月号別冊ふろく）
14. 5番目のコーネリアス（『月刊フラワーズ』2006年7月号）
15. 猫は誰にも言わない（『月刊フラワーズ』2006年11月号）
16. ヴィルヘルムの待ち人（『月刊フラワーズ』2007年7月号）
17. 扉をあける風（『月刊フラワーズ』2007年9月号）

### 登場人物
コーネリアス・エヴァディーン
ダーリントン伯爵の子息、ウェストン子爵。機知に富み、容貌も美しいがまだ独身。「コーネリアス・エヴァディーン」は、一族の伝統的で名誉ある名で、同い年の親戚でさえ同じ名前が4人もおり、大変紛らわしいため、様々なあだ名で呼ばれ、主人公は同い年の中でも一番年下のため「5番目のコーネリアス」と呼ばれる。
しきりに結婚話をすすめられるアフタヌーンティーや社交パーティーは苦手。
クレア・リントン
富豪の娘。お転婆で、婚約者候補を降霊会に誘うなど奇抜な言動をしては、母親やおばにたしなめられている。成金の父親が称号と格式を求め、クレアが貴族と結婚することを望んでいたが、愛のない結婚を拒み、ヴィルヘルムをコーネリアスに預け、世界を巡る旅へ出る。
ヴィルヘルム
ドイツに住むクレアのおじがクレアにくれた猫。クレアがエジプトなど諸国放浪の旅へ行ったため、彼女に頼まれ、コーネリアスが世話をすることになった。
バートラム
エヴァディーン家の有能な執事。
メイベル
エヴァディーン家のハウス・メイド。番外編「ヴィルヘルム・某日」の主人公。

## 空中楼閣の住人
『月刊フラワーズ』（小学館）にて2004年7月号から9月号まで連載された。マクラウドと妻の出会いを描いた続編「はるかな緑の国」が同誌2004年11月号から2005年1月号まで連載された。単行本は全1巻。
この世ではない〈もう一つの世界〉との繋がりを描いた作品。

### 登場人物
ヴィクター・ベリズフォード
爵位継承者。親戚をたらい回しにされた孤児。マクラウドに引き取られる。空想の中で遊ぶのが好きな少年。
アンブローズ・マクラウド
貿易商。妻のたっての願いでヴィクターを引き取る。
バナール
マクラウド家のハウス・キーパー。広い館の雑事を一人で切り盛りする。家事が大好き。
マティルダ・リヴァーズ
マクラウドの親友の娘。生まれたばかりの子猫をヴィクターに譲る。
メルーディス
アンブローズの妻。事情により、年に3回しか会うことができない。

## アシュリー教授シリーズ
『月刊フラワーズ』にて読み切りが2編掲載された。
- レディ・ダルリンプルの呪い（『月刊フラワーズ』2005年11月号）
- Under the Rose（『月刊フラワーズ』2006年9月号）

### 登場人物
クリストファー・アシュリー
心霊科学の教授。霊の存在を証明したくて研究を続けている。
ノーマン・アシュリー
アシュリー教授の息子で助手。霊の姿を見ることができる。

## シリーズ外 読み切り作品
- ローランドの遺産（『プチフラワー』2000年11月号・2001年1月号）
- グレイ卿の幽霊（『アワーズガール』創刊号〈2000年〉）
- 昼さがりの幻影（かげ）（『プチフラワー』2000年3月号）
- 魔法意匠の庭（『月刊フラワーズ』2003年8月号・9月号）
- お決まりの結末（『月刊フラワーズ』2004年1月号）
- 夢を見るひと（『月刊フラワーズ』2007年3月号）
- 花の記憶（『月刊フラワーズ』2007年5月号）

## 書誌情報
- 波津彬子 「うるわしの英国シリーズ」 小学館〈フラワーコミックス スペシャル〉 全5巻
  1. 『月の出をまって』 2002年4月20日発行 2002年3月26日発売、ISBN 4-09-138781-0
  2. 『中国の鳥』 2004年6月20日発行 2004年5月26日発売、ISBN 4-09-138782-9
  3. 『空中楼閣の住人』 2005年4月20日発行 2005年3月25日発売、ISBN 4-09-138783-7
  4. 『花々のゆううつ』 2007年1月20日発行 2006年12月21日発売、ISBN 4-09-130794-9
  5. 『扉をあける風』 2007年10月31日発行 2007年10月26日発売、ISBN 978-4-09-131396-6

- 波津彬子 『猫は秘密の場所にいる』 小学館〈小学館文庫〉 全3巻
  1. 2010年10月15日発売、ISBN 978-4-09-191318-0
  2. 2010年11月13日発売、ISBN 978-4-09-191319-7
  3. 2010年12月15日発売、ISBN 978-4-09-191320-3

### 所収
| タイトル                        | 単行本 | 文庫本 |
| ------------------------------- | ------ | ------ |
| 黄昏の雫                        | 第1巻  | 第1巻  |
| クレア嬢のお相手                | 第1巻  | 第1巻  |
| 中国の鳥                        | 第2巻  | 第1巻  |
| 月の出をまって                  | 第1巻  | 第1巻  |
| ヴィルヘルム・某日 その1        | 第2巻  | 第1巻  |
| 未亡人のお気に入り              | 第2巻  | 第1巻  |
| 楽園の扉                        | 第2巻  | 第1巻  |
| ヴィルヘルム・某日 その2        | 第2巻  | 第1巻  |
| ヴィルヘルム・某日 秘密の温室   | 第4巻  | 第2巻  |
| 秘密のヴィルヘルム              | 第5巻  | 第2巻  |
| 花々のゆううつ                  | 第4巻  | 第2巻  |
| ヴィルヘルム・某日 招かれざる客 | 第4巻  | 第2巻  |
| ヴィルヘルム・某日 空想科学猫   | 第4巻  | 第2巻  |
| 5番目のコーネリアス             | 第4巻  | 第1巻  |
| 猫は誰にも言わない              | 第5巻  | 第1巻  |
| ヴィルヘルムの待ち人            | 第5巻  | 第2巻  |
| 扉をあける風                    | 第5巻  | 第2巻  |

| タイトル                   | 単行本 | 文庫本 |
| -------------------------- | ------ | ------ |
| 昼さがりの幻影             | 第1巻  | 第2巻  |
| グレイ卿の幽霊             | 第2巻  | 第1巻  |
| ローランドの遺産           | 第1巻  | 第1巻  |
| 魔法意匠の庭               | 第2巻  | 第3巻  |
| お決まりの結末             | 第4巻  | 第3巻  |
| 空中楼閣の住人             | 第3巻  | 第3巻  |
| はるかな緑の国             | 第3巻  | 第3巻  |
| レディ・ダルリンプルの呪い | 第4巻  | 第2巻  |
| Under the Rose             | 第4巻  | 第2巻  |
| 夢を見るひと               | 第5巻  | 第2巻  |
| 花の記憶                   | 第5巻  | 第3巻  |